# Близкие друзья (телесериал, 2000)
«Близкие друзья» (англ. «Queer as Folk») — американо-канадский телесериал, построенный на теме гомосексуальных отношений. Ремейк одноимённого британского телесериала, созданного продюсером Расселлом Ти Дейвисом. Создан CowLip Productions, Tony Jonas Productions и Temple Street Productions совместно с Channel 4 Television Corporation (совладелец прав на оригинальный британский сериал) и Showcase. Права на распространение в США и Канаде принадлежат Showtime Entertainment/CBS Television Distribution, в остальных странах — Warner Bros. Television.
Сериал рассказывает о жизни компании друзей в городе Питтсбурге. Сериал разделён на сезоны, первый из которых вышел в США в 2000 году, а последний, пятый, 30 мая 2006. Шоу пользуется огромной популярностью среди геев и лесбиянок благодаря правдивому изображению их жизни и сложностей, с которыми им приходится сталкиваться в гомофобно настроенном обществе, радостей, которые они переживают вместе.
В июне 2012 года состоялась конвенция «Rise’n Shine», которая прошла в городе Кёльн в Германии, где поклонники смогли пообщаться с некоторыми из артистов шоу.
В апреле 2021 года было объявлено о перезапуске сериала. В новом сезоне восемь серий. Режиссёром и одним из продюсеров продолжения американской версии "Близких друзей" стал канадец Стивен Данн.
Слоганы сериала: англ. «Quench your insatiable desire for queer TV» и англ. It's here. It's queer. Coming out December 2000.

## Сюжет
Основная статья: Сезон 1, Сезон 2, Сезон 3, Сезон 4 и Сезон 5
В первом эпизоде зрителей знакомят с четырьмя друзьями, которые отдыхают в «Вавилоне» — популярном гей-клубе. Один из них, красавец Брайан, знакомится со школьником Джастином, который после секса влюбляется в мужчину. В ту же ночь Брайан становится отцом, когда его подруга, лесбиянка Линдси, рожает сына.
Развитием сюжета также служат взаимоотношения Брайана и его лучшего друга ещё со школы, Майкла, который тайно влюблён в Брайана. Между тем, в жизни Джастина происходит каминг-аут перед родителями и одноклассниками, а сам юноша пытается построить отношения с Брайаном, всячески напоминая о себе, что в итоге приводит к неожиданным событиям в жизни Брайана, Майкла и их друзей. Дафна, лучшая подруга Джастина, помогает Джастину справиться с гомофобно-настроенными одноклассниками и проблемами в семье, приведшими к разводу его родителей — Дженнифер и Крэйга. Во втором сезоне Джастин и Майкл создают гей-комикс под названием «Rage», что можно перевести, как «Гнев» — Брайан оказывается прототипом главного супергероя, защитника геев.
Сына Брайана, Гаса, воспитывает Линдси и её партнёрша, адвокат Мелани — во многих эпизодах персонажи сталкиваются с проблемами опекунства и прав родителей-геев. Бухгалтер Тед, между тем, тайно влюблён в Майкла. Он и Эмметт — лучшие друзья, но позже у них начинается недолгий роман, который заканчивается банкротством и наркозависимостью Тэда. Кроме того, против него возбуждено уголовное дело по растлению — его помощник в порностудии подделал документы и является несовершеннолетним. Инициатором данного разбирательства стал глава полиции Джим Стоквелл, в третьем сезоне баллотирующийся в мэры города. Брайан работает на Стоквелла, помогая ему с промокампанией, между тем вместе с Джастином расклеивая анти-плакаты. Когда это становится известно Стоквеллу, Брайана увольняют, и в четвёртом сезоне он открывает собственное рекламное агентство «Киннетик». Майкл выходит замуж за ВИЧ-инфицированного профессора университета, Бена Брукнера, а позже они усыновляют бездомного подростка-хастлера Джеймса Монтгомери по прозвищу «Хантер» (что значит «охотник»), у которого также обнаружили ВИЧ. Роман Теда с наркозависимым Блэйком Визэки также даёт о себе знать, когда Тед понимает, что он оказался в той же ситуации — он ложится в клинику, где вновь встречает Блэйка, но уже в качестве психолога, полностью излечившегося от своей наркотической зависимости.
Совместная жизнь Линдси и Мелани показана в шоу более устоявшейся, чем у других персонажей, однако они также испытывают свои трудности — на разных стадиях своего брака каждая из женщин изменяет своему партнёру, а также пара испытывает недостаток новизны в сексе, поэтому у них происходит интимная близость с подругой Мелани, Ледой. Кроме того, Мелани становится матерью малышки Дженни-Ребекки, которую она родила от Майкла. Когда Майкл узнаёт, что пара собирается развестись, он начинает борьбу за опеку, в которую вступают и Мелани, и Линдси. Агентство Брайана становится известными и приносит доходы — в итоге он покупает клуб «Вавилон».
В пятом и последнем сезоне шоу действие, в основном, сосредоточено на борьбе за права геев и лесбиянок. Набирает обороты политическая кампания «Поправка № 14». Как и много реально существующих законопроектов США, поправка может лишить представителей ЛГБТ-сообщества практически всех гражданских прав, среди которых однополый брак, усыновление детей, а также вопросы медицинского страхования и многие другие. Это событие превращается в борьбу гей-сообщества и христианского сообщества, приведшая к террористическому акту в клубе «Вавилон» во время благотворительного концерта — четверо погибли, множество человек было ранено. Если проект будет принят, существует множество путей, как данное решение может повлиять на каждого из героев, пытающихся создать свой дом.
Трагический поворот сюжета создаёт печальный тон повествования в последних эпизодах шоу. Испугавшись, что может потерять Джастина, Брайан делает ему предложение, но Джастину выпадает шанс уехать в Нью-Йорк и свадьба отменяется. А Мелани и Линдси возрождают свой брак и решают переехать в Канаду, так как больше не чувствуют себя в безопасности в Америке. Эмметт становится звездой пятого канала, став геем-обозревателем, однако его увольняют, когда звезда футбола Дрю Бойд признаётся в том, что он гей, и целует Эмметта в прямом эфире. Тед преодолевает свой кризис среднего возраста и воссоединяется с Блэйком. Последние сцены сериала показывают восстановленный клуб «Вавилон» и заканчивается словами Майкла, глядящего, как Брайан танцует под песню «Proud» Хизер Смолл:

«Наш праздник жизни продолжается. Так будет всегда. Что бы ни случилось. Неважно, кто сидит в Белом доме. Как наша диско-леди, несравненная Глория Гейнор, пела нам: Мы выживем!»

## В ролях

### Основной состав
| Список актёров основного состава сериала | Список актёров основного состава сериала | Список актёров основного состава сериала | Список актёров основного состава сериала | Список актёров основного состава сериала | Список актёров основного состава сериала |
| Персонаж                                 | Исполнитель роли                         | Сезоны                                   | Год                                      | Количество эпизодов                      | Примечания                               |
| ---------------------------------------- | ---------------------------------------- | ---------------------------------------- | ---------------------------------------- | ---------------------------------------- | ---------------------------------------- |
| Брайан Кинни                             | Гейл Харольд                             | 1-5 сезоны                               | 2000-2005                                | 83 эпизода                               | [ 10 ]                                   |
| Майкл Новотны                            | Хэл Спаркс                               | 1-5 сезоны                               | 2000-2005                                | 83 эпизода                               | [ 10 ]                                   |
| Джастин Тейлор                           | Ренди Харрисон                           | 1-5 сезоны                               | 2000-2005                                | 83 эпизода                               | [ 10 ]                                   |
| Эмметт Ханикатт                          | Питер Пейдж                              | 1-5 сезоны                               | 2000-2005                                | 83 эпизода                               | [ 10 ]                                   |
| Теодор «Тед» Шмидт                       | Скотт Лоуэлл                             | 1-5 сезоны                               | 2000-2005                                | 83 эпизода                               | [ 10 ]                                   |
| Линдси Питерсон                          | Теа Гилл                                 | 1-5 сезоны                               | 2000-2005                                | 83 эпизода                               | [ 10 ]                                   |
| Мелани Маркус                            | Мишель Клуни                             | 1-5 сезоны                               | 2000-2005                                | 83 эпизода                               | [ 10 ]                                   |
| Дэбби Новотны                            | Шерон Глесс                              | 1-5 сезоны                               | 2000-2005                                | 83 эпизода                               | [ 10 ]                                   |
| Вик Грасси                               | Джек Уэзеролл                            | 1-4 сезоны                               | 2000-2004                                | 48 эпизода                               | [ 10 ]                                   |
| Дэвид Камерон                            | Крис Поттер                              | 1 сезон                                  | 2001                                     | 19 эпизодов                              | [ 10 ]                                   |
| Бен Брукнер                              | Роберт Гант                              | 2-5 сезоны                               | 2002-2005                                | 55 эпизодов                              | [ 10 ]                                   |

### Второстепенные персонажи
| Список актёров в ролях второго плана | Список актёров в ролях второго плана | Список актёров в ролях второго плана | Список актёров в ролях второго плана | Список актёров в ролях второго плана | Список актёров в ролях второго плана |
| Персонаж                             | Исполнитель роли                     | Сезоны                               | Год                                  | Количество эпизодов                  | Примечания                           |
| ------------------------------------ | ------------------------------------ | ------------------------------------ | ------------------------------------ | ------------------------------------ | ------------------------------------ |
| Дженнифер Тейлор                     | Шерри Миллер                         | 1-5 сезоны                           | 2000-2005                            | 30 эпизодов                          | [ 10 ]                               |
| Дафна Чендерс                        | Макила Смит                          | 1-5 сезоны                           | 2000-2005                            | 30 эпизодов                          | [ 10 ]                               |
| Джеймс «Хантер» Монтгомери           | Гаррис Аллан                         | 3-5 сезоны                           | 2003-2005                            | 27 эпизодов                          | [ 10 ]                               |
| Карл Хорват                          | Питер Макнилл                        | 2-5 сезоны                           | 2002-2005                            | 24 эпизода                           | [ 10 ]                               |
| Блэйк Визэки                         | Дин Армстронг                        | 1, 3-5 сезоны                        | 2001, 2003—2005                      | 15 эпизодов                          | [ 10 ]                               |
| Итан Голд                            | Фабрицио Филиппо                     | 2-3 сезоны                           | 2002-2003                            | 13 эпизодов                          | [ 10 ]                               |
| Джим Стоквелл                        | Дэвид Джайнополус                    | 3 сезон                              | 2003                                 | 8 эпизодов                           | [ 10 ]                               |
| Дрю Бойд                             | Мэтт Батталья                        | 4-5 сезоны                           | 2004-2005                            | 9 эпизодов                           | [ 10 ]                               |
| Кристофер «Крис» Марк Хоббс          | Алекс МакКлюр                        | 1-4 сезоны                           | 2001-2004                            | 10 эпизодов                          | [ 10 ]                               |
| Синтия                               | Стэфани Мур                          | 1-5 сезоны                           | 2001-2005                            | 24 эпизода                           | [ 10 ]                               |
| Трейси                               | Линдси Коннелл                       | 1-3 сезоны                           | 2000-2003                            | 10 эпизодов                          | [ 10 ]                               |
| Коди Бэлл                            | Митч Моррис                          | 4 сезон                              | 2004                                 | 5 эпизодов                           | [ 10 ]                               |
| Джоан Кинни                          | Линн Дэрагон                         | 1-4 сезоны                           | 2001-2004                            | 4 эпизода                            | [ 10 ]                               |
| Джордж Шикель                        | Брюс Грэй                            | 2 сезон                              | 2003                                 | 5 эпизодов                           | [ 10 ]                               |
| Леда                                 | Ненси Энн Сэйкович                   | 2 сезон                              | 2002                                 | 7 эпизодов                           | [ 10 ]                               |
| Сэм Ауэрбах                          | Робин Томас                          | 4 сезон                              | 2004                                 | 5 эпизодов                           | [ 10 ]                               |
| Брэтт Келлер                         | Майкл Шара                           | 4-5 сезоны                           | 2004-2005                            | 5 эпизодов                           | [ 10 ]                               |
| Келли Лисон                          | Мэрэдит Хэндерсон                    | 4-5 сезоны                           | 2004-2005                            | 5 эпизодов                           | [ 10 ]                               |
| Лоретта Пай                          | Рози О’Доннелл                       | 5 сезон                              | 2005                                 | 3 эпизода                            | [ 10 ]                               |

В каждом сезоне есть сцена-шутка, в которой один из персонажей обращается к молодому гею, пока тот занимается сексом: «Эй, Тодд, как дела?». «Отлично», — говорит он в ответ. Том Альбрехт сыграл Тодда в первых сериях первого, второго и четвёртого сезонов, а Нолан Доус — в премьерном эпизоде пятого сезона. В третьем сезоне также присутствует подобная сцена, однако имя персонажа не упоминается, и сцена появляется в одном из последних эпизодов сезона.

## История создания

### Кастинг
Сначала Питер Пэйдж пришёл на пробы на роль Теда. Выступив перед агентами, он попросил возможность прочитать текст для роли Эмметта. Его исполнение так поразило агентов, что при следующей встрече они позволили актёру выбрать одну из этих двух ролей.

### Съёмки
Производством сериала занимались студии CowLip Productions, Tony Jonas Productions и Temple Street Productions совместно с Channel 4 Television Corporation (совладельцами прав на оригинальный сериал) и Showcase. Warner Bros. Television приобрела права на международную дистрибуцию, а в США и Канаде — Showtime Entertainment и CBS Television Distribution. Создатели решили снимать ремейк одноимённого шоу, прочитав в Los Angeles Times статью об успехе британского шоу, в которой критики говорили, что любая попытка снять подобный сериал в Америке обречена на провал.
Практически все основные съёмки сериала проходили на студии «Dufferin Gate Studios» в Этобико в Торонто, Онтарио в Канаде. В третьем сезоне часть внутренних сцен в «Вавилоне», «У Вуди» и «Кафе свободы» снималась на студии «Greystone Studios» в городе Миссиссога. Сцены четвёртого и пятого сезонов также снимались на бывшей студии «B Studio» (подразделении «Dufferin Gate Studios») в Миссиссога в 10-15 минутах езды от Этобико. Сейчас студию использует компания «Shaftesbury Films» для съёмок своих проектов.
На стадии разработки Джоэль Шумахер должен был снять пилотный эпизод. Исполнительные продюсеры и авторы сценария Рон Коэн и Дэниэл Липман признались, что столкнулись с невероятной волной гомофобии со стороны профессионалов Голливуда на предсъёмочной стадии. Многие агентства по поиску талантов Лос-Анджелеса отказались предлагать своих клиентов в качестве актёров шоу из-за специфической тематики сериала.

### Формат
Все пять сезонов шоу снимались в формате HDTV, но лишь 4 и 5 сезоны транслировались в нём в США и Канаде. Позже в штатах канал Showtime повторял первые три сезона в HDTV по вторникам, в рамках специального повтора после показа шоу по воскресеньям в полно-экранном формате. В Канаде первые три сезона не транслировались в формате высокого разрешения. Версии эпизодов с DVD-изданий шоу были адаптированы из HDTV.
Пятый сезон сериал стал одним из первых на телевидении, использовавших принципиально новую технологию съёмок, которую в основном использовали в кино-индустрии. Необработанный видеоматериал был скомбинирован с некоторыми сценами, которые были вмонтированы в законченные версии эпизодов, а затем их цветовая гамма предавалась обработке на компьютере.

### Титры
В 1, 2 и 3 сезонах в заставке звучит композиция с композиции «Spunk» из репертуара Greek Buck, сопровождающая видеонарезку с мужчинами-моделями, танцующими на фоне психоделических образов, сменяющих друг друга.
В 4 и 5 сезонах титры были изменены, а некоторые персонажи носят футболки с текстами: «Господь сотворил меня геем» (англ. God made me gay), «Я люблю своего сына-гея» (англ. I [heart] my gay son), и «Никто не знает, что я лесбиянка» (англ. Nobody knows I'm a lesbian) — интересно, что Дэбби Новотны носит майку со слоганами в каждом эпизоде шоу. Также авторы сменили главную музыкальную тему на песню «Cue The Pulse To Begin» из репертуара Burnside Project.

### Успех и отмена
Сериал получил высокие рейтинги как на американском канале Showtime, так и на канадском Showcase. На самом деле, рейтинги в Канаде были невероятно высоки, поэтому к концу пятого сезона эпизоды выходили во временном блоке более часа без рекламы и урезанных сцен. Это не стало проблемой для компании, так как канал не зависел от рекламы, и её никогда не было за всё время трансляции сериала в теле-эфире.
Сериал продержался в эфире 5 сезонов — с 2000 по 2005 год на Showtime и с 2001 по 2005 на Showcase.
Боссы Showtime были встревожены растущими затратами на шоу из-за роста канадского доллара. В публичном заявлении, сценаристы и продюсеры шоу Рон Коэн и Дэниэл Липман сказали, что рассказали всё, что хотели, и не представляют, в каком направлении дальше можно развивать сюжет. Кроме того, Ренди Харрисон, сыгравший Джастина, сказал, что если шоу продлят на шестой сезон, он в нём сниматься не будет. Канадский канал Showcase имел свои планы на шоу, но так как Showtime обладало большей частью прав и снабжало большей частью бюджета, их планам сбыться было не суждено.

### Культурное влияние
- Благодаря сериалу в моду вошёл так называемый «Браслет Брайана» — простой браслет из толстой нити и ракушек[12][13]. Один из участников гей-реалити-шоу «Парень встречает парня» (англ. Boy Meets Boy) носил такой в эпизоде.
- Клубная сцена из пилота комедийного шоу «Меня зовут Эрл» пародирует пилот сериала «Близкие друзья», включая замедление камеры[14].
- Мама персонажа Нико в фильме «Голубой пирог» одевается в точности, как Дэбби, включая значки со слоганами и подарочные тарелки с надписями[14].
- Майкл, персонаж сериала «Офис», упоминает, что смотрит «Близких друзей». Также Финчи упоминает это шоу[14].
- Тай, друг главного героя в популярном веб-сериале «The Outs», также упоминает сериал «Близкие Друзья».
- Актёрский состав шоу появлялся на «Шоу Ларри Кинга», где они обсуждали работу над сериалом и реакцию общественности. Эпизод вышел в эфир 24 апреля 2002 года[15].
- Имя Брайан Кинни позаимствовано авторами сериала из комикса «Astro City», 1995 года, в котором одного из героев зовут Брайан Кинни.

### Критика
Марк Энглхарт (англ. Mark Englehart), специальный обозреватель Интернет-магазина Amazon.com, написал:
Они здесь, и они — геи! Новый сериал заставляет смотреть на «Секс в большом городе», как на безобидную чайную вечеринку: здесь полно горячего и страстного секса. […] В то время как британская версия пытается казаться более реалистичной драмой, американский сериал — это яркая мыльная опера, затрагивающая насущные проблемы гей-сообщества! […] Самое хорошее в этом сериале — это его актёрский ансамбль! […] Они так бесподобно сыграли свои роли, что персонажи выросли из своего стереотипного изображения гомосексуалов. Некоторые сюжетные линии кажутся надуманными: в частности, желание и попытки Эмметта стать натуралом! […] Многие могут обвинить создателей в зацикленности на сексе и геях (в сериале всего две лесбиянки), но, поверьте, это не единственная составляющая, сделавшая шоу невероятным хитом! Крайне увлекательно наблюдать за развитием сериала, в котором мир натуралов — лишь маловажный придаток жизни его героев!
Несмотря на все попытки авторов свести шоу к максимальной «мыльности» к концу второго сезона, актёры всё ещё являются мощной составляющей шоу, особенно хочется выделить игру Питера Пейджа, чей персонаж Эмметт значительно вырос за несколько сезонов! Мишелль Клуни, играющая милую лесбиянку Мелани, является секретным оружием создателей, приковывая всеобщее внимание к проблемам лесбиянок, а Гейл Харольд как всегда бесподобен в роли плейбоя с сердцем из чистого золота! Брайан стал главным составляющим шоу, которое обычно называют «запретное удовольствие» (англ. guilty pleasure), в котором идеально сочетаются комедия и драма!

Сложно не оценить попытки авторов отправить героев во взрослый мир в третьем сезоне: Майкл, Эмметт и Тед открывают собственное дело; Джастин, наконец, становится самостоятельным, однако слишком большое количество мелодраматических сюжетов мешают развиваться персонажу, который также претерпел сильные изменения на протяжении первых трёх сезонов. По-прежнему актёры поражают, особенно это заметно в игре повзрослевшего Ренди Харрисона, ну а Брайан — жемчужина шоу, за которым не устаёшь наблюдать!

## Награды и номинации
За период съёмок, сериал получил несколько наград и номинаций на канадские, американские и международные премии:

### 2001 год
- Casting Society Of America' Artios. «Лучший кастинг для телевизионного сериала»: Линда Лоуи (номинация)
- Golden Reel Award. «Выдающаяся работа при монтаже звука»: Юрий Горбачёв (номинация) за эпизод 1x01
- Vancouver Effects & Animation Festival' Third Prize. «Лучшая работа с титрами»: Брайан Луи, Герри Легрос, Ноэль Хупер, Шейла Хокин и Билл Годдард (победа)

### 2002 год
- GLAAD Media Awards. «Выдающийся драматический сериал» (номинация)
- DGC Craft Award. «Выдающееся достижение в режиссуре»: Джереми Подэсва (номинация) за эпизод 116
- DGC Team Award. «Выдающаяся работа над драматическим сериалом»: Джереми Подэсва (номинация) за эпизод 116

### 2003 год
- GLAAD Media Awards. «Выдающийся драматический сериал» (номинация)
- ACTRA Awards. «Выдающееся исполнение роли актрисой»: Теа Гилл (номинация)
- DGC Team Award. «Выдающаяся работа над драматическим сериалом» (победа)
- DGC Craft Award. «Выдающаяся работа над монтажом звука. Короткая форма»: Сью Конли, Мишанн Лау Дэйл Шэйлдрейк (победа) за эпизод 2x16
- DGC Craft Award. «Выдающееся достижение в режиссуре»: Келли Макин (номинация) за эпизод 3x05
- DGC Craft Award. «Выдающаяся работа над монтажом изображения. Короткая форма»: Уэнди Хэллам Мартин (номинация)
- DGC Craft Award. «Выдающаяся работа над производственным дизайном. Короткая форма»: Ингрид Джурек (номинация)

### 2004 год
- GLAAD Media Awards. «Выдающийся драматический сериал» (номинация)
- DGC Craft Award. «Выдающаяся работа над монтажом изображения. Телесериал»: Уэнди Хэллам Мартин (номинация) за эпизод 2x20
- DGC Craft Award. «Выдающаяся работа над производственным дизайном. Телесериал»: Ингрид Джурек (номинация) за эпизод 3x05
- Golden Reel Award. «Лучший монтаж звука в сериале»: Юрий Горбачёв и Эндрю Райт (номинация)
- Prism Award. «Лучшее исполнение драматической роли в отдельном сюжете»: Скотт Лоуэлл (номинация)
- Writers Guild Of Canada (WGC) Awards. «Лучший драматический сериал» (номинация) за эпизоды 3x02, 3x10 и 3x12

### 2005 год
- GLAAD Media Awards. «Выдающийся драматический сериал» (номинация)
- DGC Craft Award. «Выдающаяся работа над монтажом изображения. Телесериал»: Уэнди Хэллам Мартин (победа) за эпизод 5x01
- DGC Craft Award. «Выдающаяся работа над производственным дизайном. Телесериал»: Ингрид Джурек (победа) за эпизод 4x08
- DGC Team Award. «Выдающаяся работа съёмочной команды в драматическом сериале» (номинация)
- Prism Award. «Лучшая сюжетная линия в драматическом сериале» (победа вместе с сериалом «Остаться в живых») за эпизоды 4x01-4x02
- Prism Award. «Лучшее исполнение драматической роли в отдельном сюжете»: Скотт Лоуэлл (номинация)
- BMI Film & TV Awards. «Лучшая работа со звуком»: Рэй Кетчем (победа)
- Writers Guild Of Canada (WGC) Awards. «Лучший драматический сериал» (номинация) за эпизод 4x09

### 2006 год
- GLAAD Media Awards. «Выдающийся драматический сериал» (номинация)
- DGC Craft Award. «Выдающаяся работа над монтажом звука»: Мишанн Лау, Дэйл Шэйлдрейк и Сью Конли (номинация)
- DGC Craft Award. «Выдающаяся работа над производственным дизайном. Телесериал»: Ингрид Джурек (победа) за эпизод 5x10

## Трансляции

### СШАиКанада
- Премьерный показ сериала состоялся в США на канале Showtime 3 декабря 2000 и был в эфире до 7 августа 2005 и 22 января 2001 (с окончанием 15 августа 2005) Showcase в Канаде.
- Кабельный канал Logo, владельцем которого является Viacom, повторял сериал уже с перерывами на рекламу с 21 сентября 2006 года и в сокращённой версии.
- С 9 января 2008 года, официальный сайт Showcase запустил канадскую версию шоу в онлайн показе. Данная версия немного отличается от той, что транслировалась в Америке и позже вышла на DVD. В отличие от DVD-версии первого сезона, эпизоды 1 и 2 представлены отдельно друг от друга, а 2 серия — редкая режиссёрская версия, созданная для повторных показов и не транслировавшаяся в эфире с 2002 года. 9 января на сайте появились первые 7 серий, а затем каждую неделю появлялся один новый эпизод.

### Европа
- В России сериал не транслировался на телевидении. Существует две версии любительского озвучания — ранняя одноголосая версия Сергея Алексеева и перевод Анастасии Кисиленко, озвученный Данилой Ивиным. Есть двухголосое озвучание всех сезонов компанией Goldteam.
- В Норвегии премьера первого сезона состоялась 31 марта 2006 года на платном канале CANAL+. Все 5 сезонов были выпущены бокс-сетом[18].
- В Румынии шоу транслировалось в конце 2008 года на тематическом гей-канале Purple TV[19].
- В Польше выходило в эфир с 1 марта 2010 года в 23:00 на канале nFilmHD[20].
- Премьера первого сезона в Великобритании состоялась на платном канале BBC, BBC Choice в 2002 году. Сезоны 3 и 4 транслировались на платном канале Channel 4, E4 в после-полуночном слоте — тогда же транслировался и оригинальный британский сериал. Хотя BBC обладает правами на показ 2-го сезона, он так и не был показан, так как канал BBC Choice прошёл ребрендинг до BBC Three и изменил свою программу. Все 5 сезонов выходили на DVD, хотя первые два сезона сначала вышли эксклюзивно на HMV, но теперь их можно заказать отдельно через британский Amazon.com[21].

### Азия
- В Израиле сериал выходил на каналах Channel 3, yes stars и HOT3. Сериал был переименован в «הכי גאים שיש» («Hachi Ge’im SheYesh»; англ. Proud As Can Be) — что можно перевести, как «Уверены в себе, насколько это возможно»[22].

## Продукция

### Выход на видео
Сериал выходил в США и Канаде на DVD и VHS. Зимой 2007 года было выпущено подарочное коллекционное издание со всеми сезонами сериала.
| Релиз                  | Дата выхода     | Примечания |
| ---------------------- | --------------- | --- |
| Полный первый сезон    | 8 января 2002   | 22 эпизода на 6 дисках Бонусы: - Вступление от Хэла Спаркса - Неудачные дубли - «Встречайте друзей»: биографии актёров, интервью и профайлы персонажей - Превью 2-го сезона - Музыкальная фото-галерея - Описание и промоэпизодов - 3 часа комментариев и расширенных версий эпизодов - Бонусы для компьютера                                                                         |
| Полный второй сезон    | 25 февраля 2003 | 20 эпизодов на 6 дисках Бонусы: - Далее в сериале - Музыкальные видео - Описание эпизодов - Друзья в дороге: за кулисами - День из жизни друзей - Что такое Вавилон? - Неудачные дубли - Неотёсанная дама в жемчугах - Гей-мститель: Комикс - Создание комикса - Друзья на гей-параде - Друзья - ТВ-ролики - Анимарованная фото-галерея - Превью 3-го сезона - «Голубая утка», превью |
| Полный третий сезон    | 24 февраля 2004 | 14 эпизодов на 5 дисках Бонусы: - Комментарии авторов и актёров к 3 эпизодам - На съёмках: работа режиссёра - Горячие летние деньки - Неудачные дубли - На входе в Вавилон в Лос-Анджелесе - Музыкальное видео - Цитаты и примечания - Анимированная фотогалерея - Превью 4-го сезона - ТВ-ролики и трейлеры сериала                                                                  |
| Полный четвёртый сезон | 5 апреля 2005   | 14 эпизодов на 5 дисках Бонусы: - В клубе «Вавилон» - Стиль сериала - Как снимался фильм «Say Uncle» - Трейлер фильма «Say Uncle» - Фрагменты фильма «The Unseen» - Анимированная фото-галерея - Биографии - Превью |
| Полный пятый сезон     | 30 мая 2006     | 13 эпизодов на 5 дисках Бонусы: - Музыкальное видео Синди Лопер на песню «Shine» - Коллекция фото Рози О’Доннелл - Неудачные дубли - Расширенная версия финала - За кулисами моды сериала с Патриком Антошем - Специальное послание от авторов и проекта «Тревор Проджект» - Истоки «Showtime» - Превью сериала «Ноев ковчег» - Продукция сериала                                     |
| Полный сериал          | 20 ноября 2007  | 83 эпизода на 27 дисках Оригинальные бонусы + Эксклюзивный диск |

В России сериал ни на DVD, ни на VHS никогда не издавался.

### Саундтреки
За время трансляции сериала было выпущено 5 официальных CD-изданий с саундтреком из каждого из пяти сезонов шоу. Альбом с музыкой третьего сезона состоял из двух дисков. В основном на альбомах собраны танцевальные ремиксы, звучавшие в различных клубных сценах сериала. На первом альбоме разместились композиция «Spunk» из репертуара Greek Buck из вступительных титров 1-3 сезонов, а также песня «Proud», ставшая темой сериала. Ремикс на песню, звучавший в финальном сезоне разместился на последнем альбоме. Выпуском альбомов занимались лейблы RCA Victor и Tommy Boy.
26 апреля 2005 в продажу поступило 2-х дисковое издание под названием «Club Babylon», а 3 февраля 2009 года было выпущено подарочное издание «Queer As Folk: Ultimate Threesome» с альбомами к третьему, четвёртому и пятому сезонам шоу.

### Книги
1 февраля 2003 года была опубликована книга, которая так и называлась «Близкие друзья: Книга» (англ. Queer AsFolk: The Book), написанная Полом Рудитисом (англ. Paul Ruditis). Книга представляет собой энциклопедию о сериале, в котором опубликованы различные статьи и интервью, истории создания сексуальных сцен, набор цитат Дэбби Новотны и подробности создания декораций шоу.
Кроме того, было написано 3 художественных романа, которые повествуют о школьных и студенческих годах Майкла и Брайана:
| Номер книги | Название                  | В оригинале              | Автор                                  | Количество страниц | Год выпуска     | Примечания |
| ----------- | ------------------------- | ------------------------ | -------------------------------------- | ------------------ | --------------- | ---------- |
|             |                           |                          |                                        |                    |                 |            |
| 1           | «Каждые девять секунд…»   | Every Nine Seconds       | Джозеф Броктон (англ. Joseph Brockton) | 272                | 4 марта 2003    | [ 31 ]     |
|             |                           |                          |                                        |                    |                 |            |
|             |                           |                          |                                        |                    |                 |            |
| 2           | «Нас никогда не разлучат» | Never Tear Us Apart      | Квинн Броктон (англ. Quinn Brockton)   | 272                | 2 сентября 2003 | [ 32 ]     |
|             |                           |                          |                                        |                    |                 |            |
|             |                           |                          |                                        |                    |                 |            |
| 3           | «Так было, и так будет»   | Always Have, Always Will | Квинн Броктон (англ. Quinn Brockton)   | 278                | 1 июня 2004     | [ 33 ]     |
|             |                           |                          |                                        |                    |                 |            |
|             |                           |                          |                                        |                    |                 |            |